# Варенхольц
Варенхольц (нем. Wahrenholz) — община в Германии, в земле Нижняя Саксония.
Входит в состав района Гифхорн. Подчиняется управлению Везендорф. Население составляет 3712 человек (на 31 декабря 2010 года). Занимает площадь 57,99 км².
Коммуна подразделяется на 5 сельских округов.
| Год  | Население |
| ---- | --------- |
| 1990 | 2226      |
| 1995 | 2881      |
| 2000 | 3537      |
| 2005 | 3845      |
| 2010 | 3734      |